# 林璣
林璣（1559年—？），字光仲，號槐門，福建興化府莆田縣人，軍籍，明朝政治人物。

## 生平
萬曆十年（1582年）壬午科福建鄉試二十八名，萬曆十四年（1586年）丙戌科會試七十一名，登三甲第二百二十七名進士。礼部观政，本年九月养病。十五年十二月授江西赣县知县，丁憂歸。二十三年起補保昌知縣，二十四年升户部主事，二十五年管明智草场，本年差山东监兑，二十六年管御馬倉，二十七年升郎中，本年管太仓银库，二十八年丁憂，三十一年起添注郎中，三十二年升衢州府知府。

## 家族
曾祖林墰，曾任知縣累贈南京都察院右都御史；祖父林雲翰；父林謀，曾任生員。母鄭氏。具庆下。